# لاري راي ويليس
لاري راي ويليس (بالإنجليزية: Larry Ray Willis)‏ هو لاعب كرة قدم أمريكية أمريكي، ولد في 13 يوليو 1963.